# Ellen Kuipers
Ellen Kuipers, född den 8 april 1971 i Hattem, Nederländerna, är en nederländsk landhockeyspelare.
Hon tog OS-brons i damernas landhockeyturnering i samband med de olympiska landhockeytävlingarna 1996 i Atlanta.